# ایمیلا
ایمیلا، همچنین با نام امانولا بیوتی یک خواننده، ترانه‌سرا، گیتاریست و پیانیست ایتالیایی-آمریکایی است، که پس از حضور در شبکه‌های تلویزیونی MTV Très , یونیویزیون، رای، Telefutura و تی وی آزتکا با موسیقی محبوبیت پیدا کرد. در سال ۲۰۱۲، او در یک مسابقه سراسری توسط MTV Très برنده شد و توسط خواننده ی کلمبیایی خوانس انتخاب شد تا یک دونوازی با او بخواند. ایمیلا با اجرای کاور آهنگ Juanes Fotografia برنده مسابقه شد. این آلبوم در سال ۲۰۱۳ برنده جایزه گرمی به عنوان بهترین آلبوم پاپ لاتین شد. همچنین برنده دو جایزه لاتین گرمی شد: آلبوم سال و بهترین موزیک ویدیوی بلند. ویدیوی اجرای آنها بیش از یک میلیون و نیم بازدید در یوتیوب دارد.
ایمیلا در سن رمو، که شهر کوچکی در ریویرا در شمال ایتالیا است به دنیا آمد و از سه سالگی شروع به خواندن درس موسیقی کرد. در هفت سالگی اولین درس پیانو، در پانزده سالگی اولین درس گیتار و در هجده سالگی اولین درس آواز خود را گذراند. او ترانه‌سرایی را از نوجوانی آغاز کرد و آرزوی اجرای حرفه موسیقی در لس آنجلس را داشت.
در سال ۲۰۰۷، در سن بیست و سه سالگی، بلزا تصمیم گرفت به لس آنجلس، کالیفرنیا نقل مکان کند، جایی که در مؤسسه موسیقیدانان حضور پیدا کرد و برای برنامه آواز در سال ۲۰۰۹ فارغ‌التحصیل شد.